# Luislândia
Luislândia é um município brasileiro do estado de Minas Gerais. Sua população estimada pelo IBGE em 2022 era de 6.210 habitantes.

## História
A origem do município tem suas raízes na fazenda Jacu, assim denominada devido a grande quantidade de aves de igual nome que vinham em busca de alimentos às margens do córrego desta localidade. Aos poucos surgiu um pequeno povoado e através da doação de terras efetuadas pelo Sr. Luís Nanoró e Dona Camila, o crescimento do lugarejo foi favorecido. Outras pessoas que colaboraram para o desenvolvimento do povoado foram o Sr. Luís Xavier e o Padre Luís, personalidades marcantes na história de nosso município. O nome Luislândia surgiu para homenagear estes grandes benfeitores.
Em 30 de dezembro de 1962, o povoado de Luislândia passou a ser distrito da cidade de Brasília de Minas e no dia 21 de dezembro de 1995 foi emancipado conforme a Lei 12.030 e desmembrado do Município de Brasília de Minas passando ser Município de Luislândia.

## Localização
O município de Luislândia está localizado na zona Alto Médio São Francisco, norte do estado de Minas Gerais, às margens da MG 402, com altitude de 747 metros ao nível do mar. Fica a 540 km da capital do Estado.

## Dados econômicos
A principal atividade econômica do município é a agropecuária de subsistência que conta com o apoio da EMATER. Na pecuária conta com um rebanho bovino de 15.000 cabeças e alguns criadores de suínos e aves. Na agricultura as principais culturas são as de milho, feijão, mandioca e cana de açúcar, algumas com produção inexpressiva, apenas para o consumo doméstico. Na agroindústria destaca-se a produção de cachaça, rapadura e mandioca. Existe ainda o extrativismo vegetal de lenha, sementes e frutas nativas.